# Ульман, Джеффри Дэвид
Джеффри Дэвид Ульман (англ. Jeffrey David Ullman; род. 22 ноября 1942, Нью-Йорк, Нью-Йорк) — исследователь в области информационных технологий. Его учебники по компиляторам, теории вычислений и базам данных считаются стандартом в соответствующих дисциплинах.
Член Национальной инженерной академии США (1989), Национальной академии наук США (2020).

## Биография
Ульман получил степень бакалавра прикладной математики от Колумбийского университета в 1963 году и степень Ph.D. по электротехнике от Принстонского университета в 1966 году. После чего начал работать в Bell Labs. С 1969 по 1979 год работал профессором в Принстоне. Начиная с 1979 года и по сей день — профессором в Стэнфордском университете. В 1995 году получил звание почётного члена Ассоциации вычислительной техники, в 2000 году получил премию Кнута. Совместно с Джоном Хопкрофтом в 2010 году награждён медалью Джона фон Неймана, «за создание основ теории автоматов и теории языков и вклад в теоретической информатике».
В 2020 году награждён высшей наградой в области информатики — премией имени А. М. Тьюринга.
К исследовательским интересам Ульмана относятся, в частности: теория баз данных, интеграция данных, извлечение данных и образование с использованием средств информационных технологий. Он является одним из основателей теории баз данных, а затем научным руководителем целого поколения аспирантов, которые впоследствии стали ведущими исследователями теории баз данных. Был научным руководителем Сергея Брина, одного из соучредителей компании Google, и работал в компании советником по техническим вопросам. Сейчас работает исполнительным директором в компании Gradiance.